# Благой, Дмитрий Дмитриевич
Дми́трий Дми́триевич Благо́й (28 января (9 февраля) 1893 года, Москва — 14 февраля 1984, там же) — советский литературовед, пушкинист, историк литературы. Доктор филологических наук (1938), профессор МГПИ имени В. И. Ленина (с 1931 года), ИФЛИ имени Н. Г. Чернышевского (с 1936), филологического факультета МГУ (с 1943), декан последнего (1950—1952). Член-корреспондент АН СССР (1953), академик АПН СССР (1968). Лауреат Сталинской премии второй степени (1951) и Пушкинской премии АН СССР (1983).

## Биография
В 1911 году окончил 1-ю Московскую гимназию, в 1919 году — историко-филологический факультет Харьковского университета. В 1919—1922 годах преподавал в средних учебных заведениях. В 1924—1941 годах — профессор Московского института слова, Высшего педагогического института, МИФЛИ им. Н. Г. Чернышевского. Доктор филологических наук (1938).
Был профессором кафедры русской литературы (1943—1984) и деканом (1950—1952) филологического факультета МГУ имени М. В. Ломоносова. Действительный член АПН РСФСР (1947, с 1968 года — АПН СССР). Главный редактор журнала «Известия АН СССР. Отделение литературы и языка» (1954—1976; с 1963 года — «Известия АН СССР. Серия литературы и языка»).
Умер 14 февраля 1984 года. Похоронен в Москве на Переделкинском кладбище.

### Семья
Происходил из древнего дворянского рода Благих (Благово). Среди предков по линии матери — герой Чесменского сражения адмирал Спиридов. Брат, Юрий Дмитриевич Благой, участник Гражданской войны, покинул Россию с белым движением, жил в Голливуде, где снимался в кино как George Blagoi и Lieutenant Blagoi. Отец, также Дмитрий Дмитриевич Благой (до революции — акцизный чиновник, коллежский секретарь), в советское время тоже снимался в кино (в массовке), в частности, в фильмах «Ленин в Октябре» и «Остров сокровищ» (1937).
Первая жена — врач-фтизиатр Софья Рафаиловна Виляк (в браке Виляк-Благая, 1893—1965). После её смерти женился на литературоведе Б. Я. Брайниной.
Сын Д. Д. Благого и В. С. Нечаевой — Дмитрий Дмитриевич Благой (пианист).

## Научная работа
В начале своего пути в литературоведении Д. Д. Благой занимался изучением творчества Ф. И. Тютчева. Во время учёбы в Харьковском университете он получил золотую медаль за работу «Жизнь и творчество Тютчева».
По оценке правнука и биографа Ф. И. Тютчева К. В. Пигарёва, эта студенческая работа «намного превосходила» по широте охвата темы «всё написанное к тому времени о Тютчеве». Также Д. Д. Благой публиковал неизданные письма Ф. И. Тютчева (первая публикация датируется 1917 годом; к творчеству поэта ученый обращался и далее в течение жизни).

Далее круг тем, которыми занимался ученый, охватывал историю русской литературы трех столетий — XVIII, XIX и XX вв. При этом центральной темой его исследований стало творчество А. С. Пушкина. Среди прочего Д. Благой отмечал, что процесс «прозаизации» русской литературы был начат именно Пушкиным. В последние годы и месяцы жизни Д. Д. Благой считал важной задачей восстановить доброе имя Н. Н. Гончаровой (Пушкиной). По инициативе Д. Д. Благого в серии «Литературные памятники» была издана книга «А. С. Пушкин. Письма к жене». В предисловии к этому изданию, вышедшему уже после смерти Д. Д. Благого, говорится: 
Редакционная коллегия серии "Литературные памятники" Академии наук СССР, учитывая страстную заинтересованность ученого в этом издании, которого он был инициатором и вдохновителем, считает, что публикация настоящей книги является лучшим свидетельством глубокого уважения к памяти Д. Д. Благого"  .
Работы ученого получили международное признание. Они были переведены на 15 иностранных языков, включая английский, французский, немецкий, китайский, японский и др. Книжку Д. Д. Благого о Пушкине выпустила на английском и французском языках UNESCO. Статья Д. Д. Благого о Пушкине опубликована в энциклопедии «Британника».
Согласно документальным данным, Д. Д. Благой помогал в публикации книги А. И. Цветаевой, помогал С. С. Гейченко в работе Музея-заповедника Пушкина «Михайловское», много помогал А. З. Крейну в создании московского Музея Пушкина.
Д. Д. Благой способствовал тому, чтобы С. Н. Дурылин получил звание доктора наук.

## Оценка деятельности
«Живой легендой» назвал Д. Д. Благого автор изданной Гарвардским университетом книги «Newton and Russia» Валентин Босс.
Академик Д. С. Лихачёв, считавший Благого «одним из основных создателей советского литературоведения», писал ему: «Ваши труды, особенно последних лет, я чрезвычайно ценю. Они удивительны».
Ю. М. Лотман, также относившийся к Д. Д. Благому с глубоким уважением, писал:
«Я с большим интересом прочел Вашу работу для съезда славистов. Работа представляется мне очень значительной по редкому в нашем литературоведении вдумчивому и проникновенному подходу к ткани поэтического текста. Хотя я сам работаю несколько иными — более „лингвистическими“ — методами, это не мешает мне с пользой для себя и удовольствием воспринимать образцы других исследовательских подходов, особенно таких тонких и вдумчивых, как Ваш. Я думаю, что в литературоведении, как „в доме отца нашего обители многи суть“. Очень часто получается, что то, что современники считают противоположным и даже враждебным, в глазах потомства оказывается разными путями к единой цели».
Для А. Ф. Лосева Д. Д. Благой был не только «высоко чтимым, мудрейшим» ученым, но и «дорогим и близким» его сердцу человеком. В честь 80-летия Д. Д. Благого философ сочинил хвалебную речь-энкомий на латинском языке.
П. Н. Берков писал, что Д. Д. Благой — «безусловно один из выдающихся деятелей советской литературной науки, что среди них он едва ли не самый блестящий стилист (это всегда говорил такой строгий критик, как покойный Б. В. Томашевский)»
В то же время Осип Мандельштам в книге «Четвёртая проза» (1930), говоря об униженном положении литературоведения в Советском Союзе, мимоходом создаёт сатирический образ Благого:
Митька Благой — лицейская сволочь, разрешённая большевиками для пользы науки, — сторожит в специальном музее верёвку удавленника Серёжи Есенина.
Справедливость язвительной оценки Мандельштама подтверждает Б. В. Дубин, указывающий, что появление Благого на авансцене советского литературоведения стало возможно после инспирированного на уровне государственного руководства культурой взаимоистребления ведущих российских научных школ — формальной и социологической. Родственники Д. Д. Благого предпочитают указывать на личные мотивы, предопределившие отзыв поэта.
Некоторые литературоведы упрекали Благого в использовании материалов репрессированных коллег без указания имен этих авторов. Ю. Г. Оксман утверждал в письме к Г. П. Струве от 21 декабря 1962 года: «На костях погибшего в застенке Г. А. Гуковского сделал карьеру Д. Д. Благой. А укреплял эту карьеру присуждением ученых степеней и званий всем явным и тайным заплечных дел мастерам (именно Благой был председ<ателем> Экспертной комиссии при Мин<истерстве> высшего образования в 1947—1954 гг.)».

## Основные работы
В 1958 году Московским университетом был выпущен 50-страничный список трудов Д. Д. Благого (считался неполным); в 1973 году в сборнике «Искусство слова» вышло дополнение к этому списку, охватывающее лишь основные работы с 1958 по 1972 год
В статье В. О. Перцова «Поэт науки» (копубликована в «Литературной России» к 80-летию со дня рождения Д. Д. Благого, 1974 г.) говорится о примерно 500 трудах.
Среди основных работ:
- Исследовательская трилогия «Творческий путь Пушкина». Первый том: «Творческий путь Пушкина (1813—1826)». — М.-Л., Издательство Академии наук СССР, 1950. Второй том: «Творческий путь Пушкина (1826—1830)». — М., Советский писатель, 1967. Третий том: «Творческий путь Пушкина (1830—1837)» — не был опубликован. (После внезапной кончины[28] Д. Д. Благого в 1984-м году рукопись исчезла. Отдельные рабочие варианты хранятся в Архиве РАН, ф. 1828)
- Душа в заветной лире. Очерки жизни и творчества Пушкина. — М., Советский писатель, 1977; 2-е изд. — 1979
- История русской литературы XVIII века (учебник для вузов). — 1-е изд.: М., Гос. учеб. педагог. изд., 1945; 2-е изд. — 1951; 3-е изд. — 1955; 4-е изд. — 1960.

Среди остальных работ:
- Социология творчества Пушкина. — М.: Федерация, 1929; 2-е изд. — М.: Мир, 1931
- Три века. Из истории русской поэзии XVIII, XIX и XX веков. — М: Советская литература, 1933: — 380 с.
- Державин. — М.: Гослитиздат, 1944.
- Д. И. Фонвизин. — М., 1945
- Мировое значение Пушкина. — М., 1949
- А. С. Пушкин. — М., 1949
- Мастерство Пушкина. — М., Советский писатель, 1955.
- Поэзия действительности. — М., Советский писатель, 1961.— 168 с.
- Литература и действительность. — М., 1959
- Мир как красота. — М., 1975.
- От Кантемира до наших дней (в 2-х томах). — 1-е изд.: М., «Художественная литература», 1972 (1-й том), 1973 (2-й том); 2-е изд. М.: Художественная литература, 1979.

## Участие в создании серий, собраний сочинений
Д. Д. Благой был редактором и членом редколлегий многочисленных изданий русских классиков — как академических (в том числе академического Полного собрания сочинений А. С. Пушкина (1837—1937), так и рассчитанных на массовую аудиторию.
Под его редакцией вышли собрания сочинений Пушкина: в 10 томах (1959—1962), в 6 томах (1969, Библиотека отечественной классики), в 3 томах (1958). Общий редактор собрания сочинений Лермонтова в 4 томах (1957—1958). Редактор собрания сочинений К. Н. Батюшкова (М.; Л.: изд-во Academia, 1934). Член редколлегий академических изданий Чехова, Герцена, Белинского; собраний сочинений Лермонтова, Мицкевича; редактор издания избранных сочинений В. Г. Белинского в трех томах (1934—1941), первых массовых изданий Пушкина «Избранная проза», «Избранная лирика» (1935), и мн. др. Работал над научными изданиями сочинений Тютчева, Фета, Лермонтова, А. И. Одоевского, Крылова, и др.
Член главной редакции «Словаря языка Пушкина», сотрудник «Словаря русского литературного языка от Пушкина до Горького», участвовал в создании «Литературной энциклопедии».
Под руководством Д. Д. Благого была создана «История русской литературы» в трех томах (1958—1964).
Также Д. Д. Благой активно работал над созданием многих книжных серий.
Был членом редколлегии серии «Литературные памятники» Подготовил книгу: А. А. Фет. Вечерние огни (1971, совместно с М. А. Соколовой; 2-е изд. — 1979).
Д. Д. Благой был ответственным редактором полного собрания стихотворений Тютчева, подготовленного правнуком поэта К. В. Пигарёвым: Ф. И. Тютчев. Лирика. [В 2 т.] (1965, 1966), а также других изданий серии «Литературные памятники»: Н. А. Некрасов. Последние песни (1974; совместно с Н. Л. Степановым); К. Н. Батюшков. Опыты в стихах и прозе (1977); Л. Н. Толстой. Детство; Отрочество; Юность (1978); Д. В. Веневитинов. Стихотворения; Проза (1980)".
Был членом редакционных советов Гослитиздата, Детгиза и др. Много лет был членом редакционного совета издательства «Художественная литература», серии «Библиотека Всемирной Литературы». С предисловиями Д. Д. Благого в этой серии вышел двухтомник произведений А. С. Пушкина.
Входил также в редакционный совет Библиотеки мировой литературы для детей. Под его общей редакцией и с его предисловием в этой серии вышла книга: «А. С. Пушкин. Избранное» (Детская литература, М., 1976), в издании «И. А. Крылов, А. С. Грибоедов, Н. А. Некрасов» помещено предисловие Д. Благого («Иван Андреевич Крылов»)
Член редакционной коллегии «Научно-популярной серии» АН СССР. Принимал активное участие в создании «Детской энциклопедии».

## Награды и премии
- орден Ленина (1973)
- орден Октябрьской революции (1975)
- три ордена Трудового Красного Знамени (10.6.1945; 1963; 8.2.1983)
- орден «Знак Почёта» (1954)
- медаль «За трудовую доблесть»
- медаль «За доблестный труд в Великой Отечественной войне 1941-1945 гг.» (1946)
- медаль «В память 800-летия Москвы» (1948)
- Сталинская премия второй степени (1951) — за первый том трилогии «Творческий путь Пушкина» (1950)
- Был также выдвинут в 1977 г. на соискание Государственной премии СССР за свой вклад в работу над учебником для вузов «Русская литература XIX века» / т. I /, однако попросил снять свою кандидатуру в пользу проф. А. Н. Соколова[30]
- Премия имени А. С. Пушкина АН СССР (1983) — за книгу «Душа в заветной лире. Очерки жизни и творчества Пушкина» (Изд.2,доп., М., «Советский писатель», 1979)[31]